# Намоево-Кончезерское общество
На́моево-Кончезе́рское  общество — сельское общество, входившее в состав Шуйской волости Петрозаводского уезда Олонецкой губернии.

## Общие сведения
Согласно «Списку населённых мест Олонецкой губернии по сведениям за 1905 год» общество состояло из следующих населённых пунктов:
| № | Населённый пункт   | Расстояние до волостного правления в верстах | Количество семей | Всего жителей |
| - | ------------------ | -------------------------------------------- | ---------------- | ------------- |
| 1 | Косалма            | 15                                           | 7                | 40            |
| 2 | Гомсельга          | 32                                           | 43               | 233           |
| 3 | Галлезеро          | 33                                           | 25               | 143           |
| 4 | Речка (Липчега)    | 42                                           | 7                | 31            |
| 5 | Липчега            | 48                                           | 4                | 19            |
| 6 | Намоево            | 11                                           | 36               | 177           |
| 7 | Корельский наволок | 14                                           | 6                | 40            |
| 8 | Корельская         | 15                                           | 12               | 63            |

Волостное правление располагалось в селении Ивановское. 
В настоящее время территория общества разделена между Кончезерским, Шуйским и Чалнинским сельскими поселениями Республики Карелия.